# Sierra de Gádor

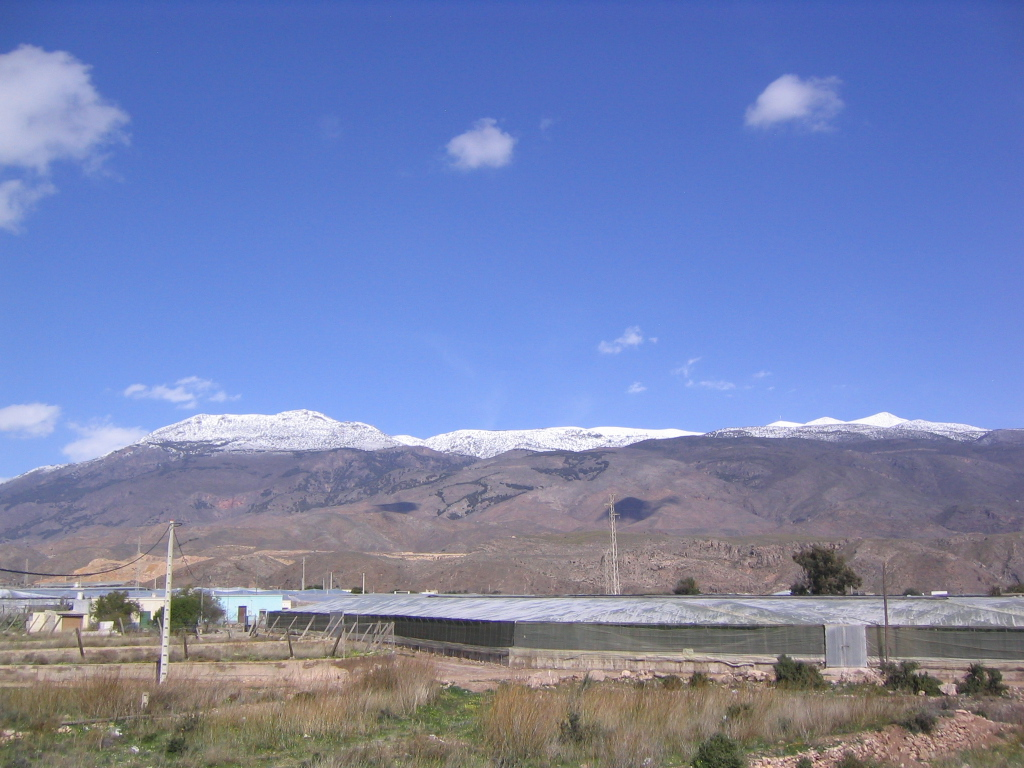
Sierra de Gádor vista desde las inmediaciones de El Ejido, con el Pecho Cuchillo a la izquierda y Nuevo Mundo y Dos Hermanas a la derecha

La sierra de Gádor es un macizo montañoso situado en el extremo suroccidental de la provincia de Almería (Andalucía, España), perteneciente a los sistemas Béticos, en concreto a la cordillera Penibética. Alcanza su altitud máxima, 2247 m s. n. m., en la cumbre del Morrón de la Lagunilla. Las estribaciones orientales de la sierra a veces son referidas como sierra de Enix.

## Ubicación
Se encuentra en el suroeste de la provincia. Limita al norte con Sierra Nevada, al sur con el mar Mediterráneo, al este con sierra Alhamilla y al oeste con la sierra de la Contraviesa. A sus pies se encuentra la comarca del Poniente Almeriense, tradicionalmente llamada Campo de Dalías. La sierra de Enix constituye la parte oriental del macizo.
Administrativamente, se extiende por los términos municipales de Felix, Enix, Almería, Huércal de Almería, Benahadux, Gádor, Santa Fe de Mondújar, Alhama de Almería, Alicún, Huécija, Terque (exclave), Bentarique (exclave), Íllar, Instinción, Rágol, Canjáyar, Almócita, Padules, Fondón —incluyendo la pedanía de Fuente Victoria—, Laujar de Andarax, Alcolea, —incluyendo la pedanía de Darrícal—, Berja, Dalías, El Ejido, Roquetas de Mar y Vícar.

## Medio físico
Su principal zona, por encima de los 1800 metros de altitud, se conoce popularmente como "El Pelao". Se trata de una meseta ondulada, de cimas alomadas y escasa vegetación que conforma la parte alta de la sierra. En este lugar se alcanzan temperaturas muy bajas en invierno. Del mismo modo, en esta zona se encuentran los vestigios más meridionales en España en lo que a restos de manifestaciones glaciares se refiere (en navas y pequeñas lagunas como la del Sabinar).
Dentro de las cumbres, llamadas de forma genérica morrones, hay, ignorando algunas cotas menores, una decena que superan los dos mil metros: El morrón de la Parra (2134 m), en una de cuyas antecimas se enclava el vértice de Colorados (2125 m), la loma del Pozo de Nieve (2083 m), el Morrón de la Bandera o de los Franceses (2236 m), una de cuyas antecimas acogió un observatorio astronómico, el Morrón de la Lagunilla o Mariné (2247 m), que es su cima más elevada, el Morrón de San José (2054 m) y el Morro de los Rubios (2086 m) que preceden al Nuevo Mundo (2113 m), El Barjalí también llamado cerro Felipe o Loma de la Liebre (2101 m) y el cerro Moya (2038 m). Todas ellas son lomas desgastadas, de escaso relieve y que forman mesetas no demasiado individualizadas cuyos puntos culminantes forman mesetas con escasa sensación de cumbre. Las manifestaciones de glaciarismo más meridional de Europa se pueden localizar en esta sierra de Gádor.

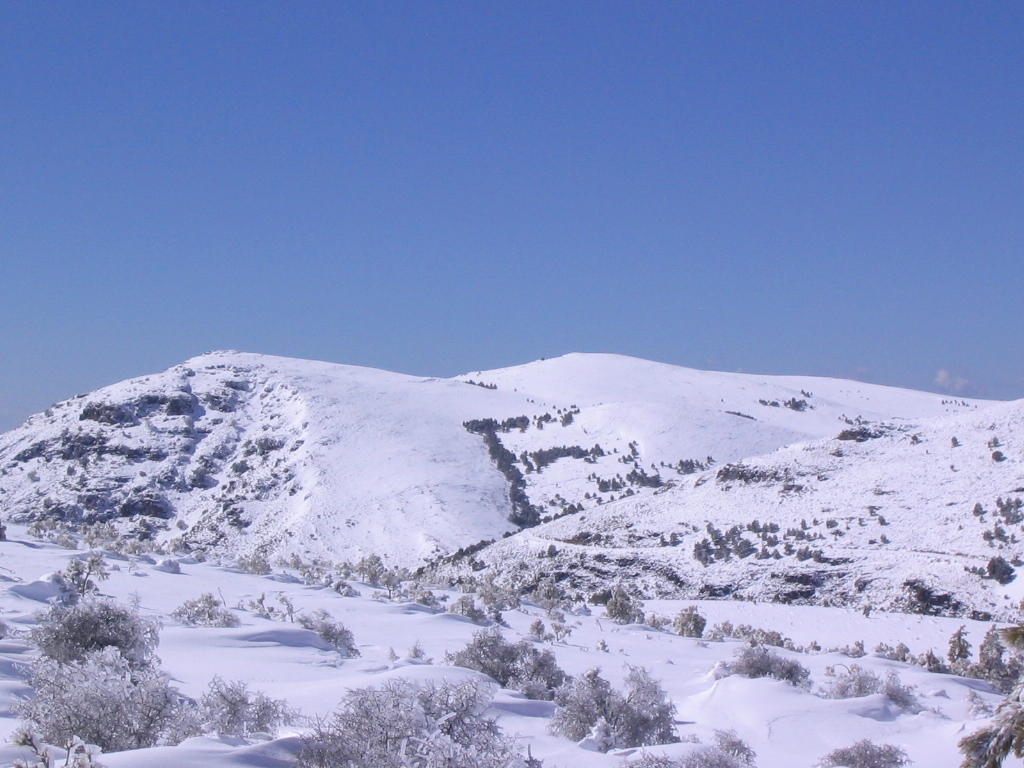
El Castillejo (1975 m) visto desde el noreste

## Flora
La sierra de Gádor se encuentra altamente deforestada, un proceso que se inició en el siglo XIX para abastecer de combustible a la incipiente actividad minera desarrollada en la época. Esto ya fue advertido por Pascual Madoz en su Diccionario geográfico-estadístico-histórico de España y sus posesiones de Ultramar, citando que: 

“Solo debemos advertir, que terminará mucho antes que debiera su producción, por el fatal sistema de laboreo llamado de partidos, que propiamente es el de saqueo, a que por sus dueños se han entregado muchas minas”. ...  “el combustible del monte alto y bajo ha desaparecido, casi enteramente por el consumo de las minas y fábricas”. ... “su extenso y bien poblado bosque de encinar ha sido talado del todo y consumidas en los hornos de fundición hasta las raíces”. ... “ha desaparecido el grande encinar y hasta el monte bajo que la cubría, hallándose en la actualidad toda pelada, a excepción de la dehesa de Berja y el monte de Dalías”.

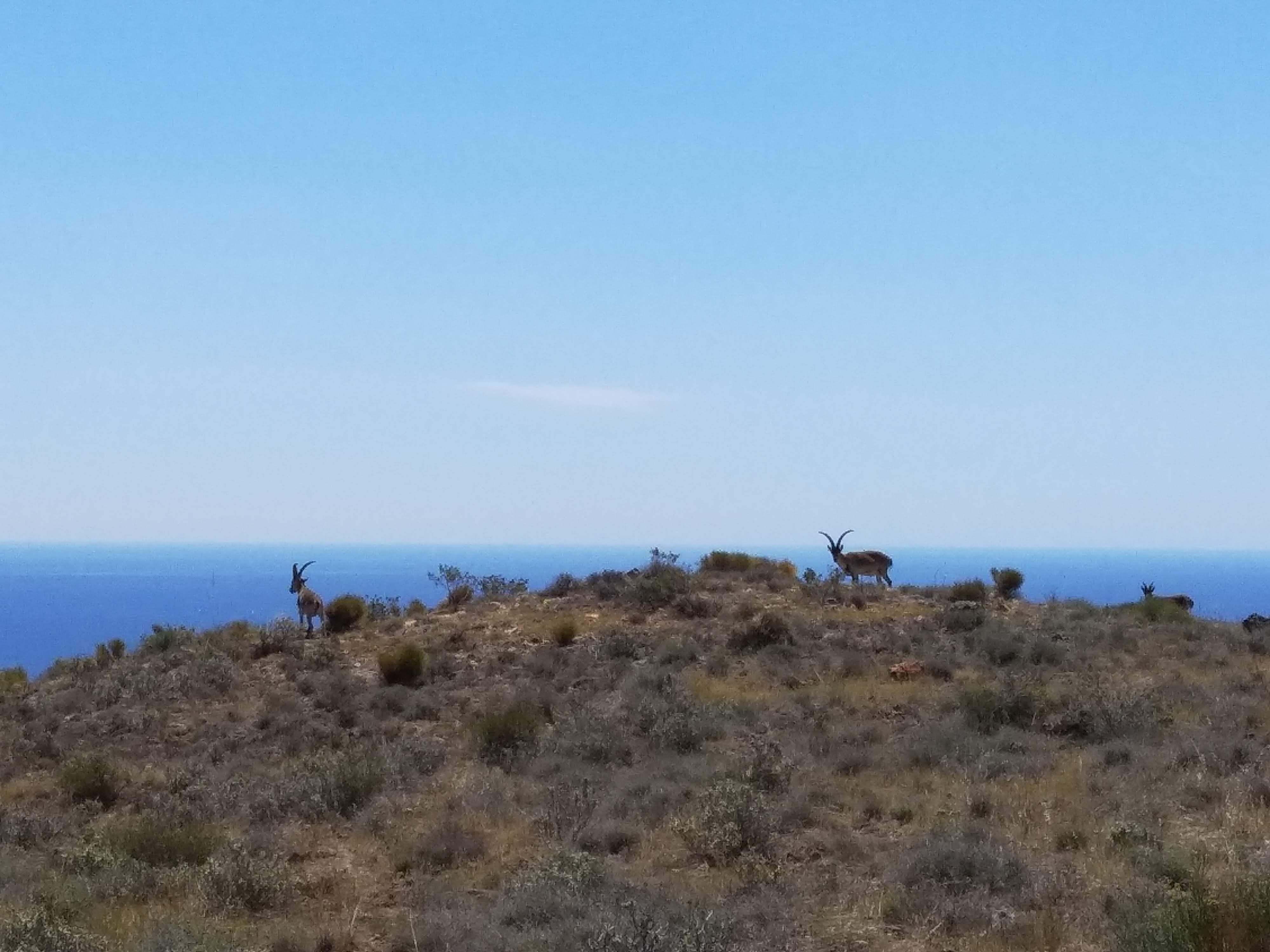
Cabras en sierra de Gádor, en zona litoral

Junto a los pinares (carrasco, laricio y silvestre ) de repoblación y algunos restos del encinar, la mayor parte de la sierra está poblada por matorrales con gran cantidad de endemismos :  Astragalus tremolsianus , Centaurea gadorense, Coronopus navasii, Lavatera oblonguifolia, Seseli intricatum y Thymus serphylloides ssp. gadorensis . Las cumbres albergan diversas especies de piornos, tales como el Vella spinosa. Los espacios que fue perdiendo el bosque inicial fue sustituido por retamas, bolinas y Prunus ramburii. Hay numerosos atochares, tomillares y otras formaciones de aromáticas. La parte más oriental se encuentra ampliamente desertizada, con la pérdida de suelo durante el siglo XX.

## Fauna
Se han encontrado restos de la presencia de plantígrados en cuevas cercanas a la localidad de Felix, con una edad estimada de unos 7 000 años.

## Actividad humana
Existen en esta sierra numerosos restos de antiguas minas de extracción de materiales, principalmente plomo y plata, que fueron abandonadas en la segunda mitad del siglo XX, pero que en su día tuvieron una manifiesta importancia, llegando a albergar incluso viviendas y refugios destinadas a mineros que allí desempeñaban su labor, y siendo el detonante del gran número de pobladores que se establecieron en la zona, especialmente en Berja, a principios del siglo XIX. Algunas de las minas más importantes son las de Berja (El Segundo), Martos, Pozo Lupión, Almagrera, La Memoria (estas dos últimas más recientes que las anteriores), las del Peñoncillo, San Diego, Paterna, Parrapa, Tomasa o Primeros de Septiembre, Montera, Mercurio, Pastora, Saliega, Rubios, Cacín.  El número de pozos de ventilación que existen en esta sierra horadada por la “fiebre del plomo” se estima en torno a 11.000

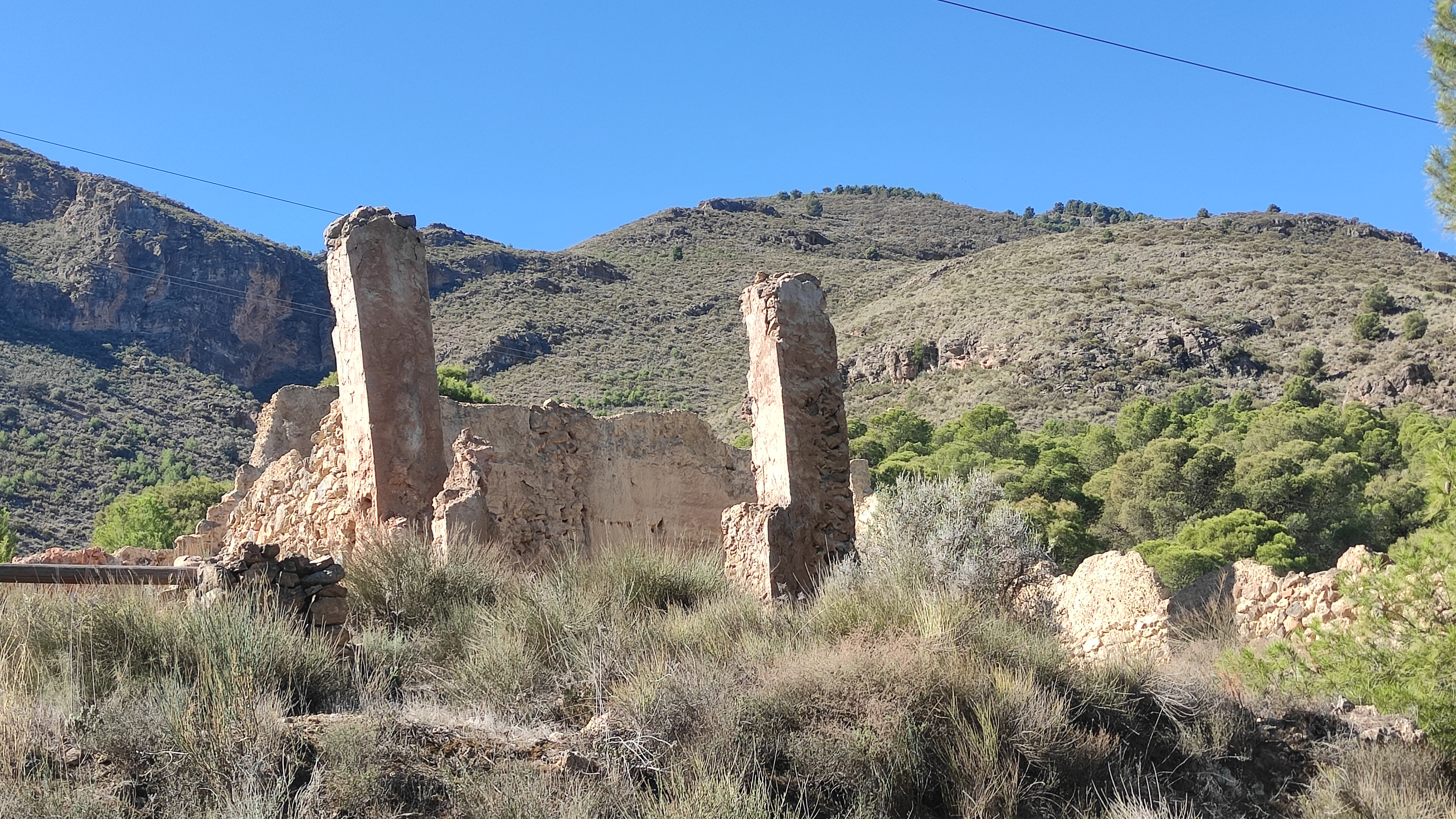
Restos de la fundición Daira

Actualmente no se desarrolla gran actividad en esta sierra, salvo el pastoreo, la cacería (especialmente de perdiz), la visita de curiosos, y la práctica del senderismo o escalada (en el barranco de Cacín especialmente), además de una planta de energía eólica en la zona de Enix, o numerosos repetidores de televisión en Nuevo Mundo. La Balsa de la Chanata es un destino popular para los ciclistas de la zona, así como el Tótem Pies Negros para senderistas y corredores.

## Figuras de protección
Junto a la sierra de Enix forma uno de los Lugares de Importancia Comunitaria (LIC) de la provincia de Almería.

## Incendios
- El 24 de agosto de 1991 hubo un incendio provocado, iniciado en el municipio de Canjáyar, que calcinó, según fuentes, entre 8000 y 12 000 hectáreas.[8]
- El 26 de marzo de 2014 se originó un incendio, provocado por la caída de una torre eléctrica debido al viento, afectando a unas 3170 hectáreas de terreno.[9]
- El 21 de enero de 2021 se inició un incendio junto al paraje de Castala, por causas aún desconocidas, que no fue pagado hasta el día 28, afectando a 550 hectáreas de pinar, encinar y matorral.[10]